# ولادیمیر کلمنتیس
 ولادیمیر کلمنتیس (انگلیسی: Vladimír Clementis؛ ۲۰ سپتامبر ۱۹۰۲ – ۳ دسامبر ۱۹۵۲) یک عضو پارلمان، سیاست‌مدار کمونیست، ناشر و نویسنده اهل اسلواکی بود.
کلمنتیس از رهبران انقلاب فوریه ۱۹۴۸ چکسلواکی و عضو حزب کمونیست چکسلواکی بود.در پی اتهامات دولت استالینیست وقت در سال ۱۹۵۰ به دلیل مخالفت با آن ها برکنار شد و در سال ۱۹۵۱ در دادگاهی نمایشی محکوم به همکاری با ضد انقلاب شد و در ۳ دسامبر ۱۹۵۲ همراه ۱۳ تن دیگر از رهبران انقلاب همانند رودلف اسلانسکی اعدام شد. شیوه مشابه پیاده شده از طرف دولت شوروی در دهه۰ ۳ اینبار در چکسلواکی تکرار شد. تصاویر کلمنتیس همانند جسد وی در جریان روز های انقلاب ۱۹۴۸ توسط دولت استالینیست از تمامی عکس ها حذف شد.
میلان کوندرا رمانی به نام کلاه کلمنتیس نوشته است که در آن به ماجرای حذف کلمنتیس اشاره میکند.
در پی سقوط دولت استالینیست چکسلواکی در سال ۱۹۸۹ از کلمنتیس و دیگر قربانیان اعاده حیثیت میشود.